# Justel
Justel è un comune spagnolo di 114 abitanti situato nella comunità autonoma di Castiglia e León.
Il comune comprende, oltre al capoluogo Justel, i centri abitati di Quintanilla e Villalverde.